# Kasteel de Bueren

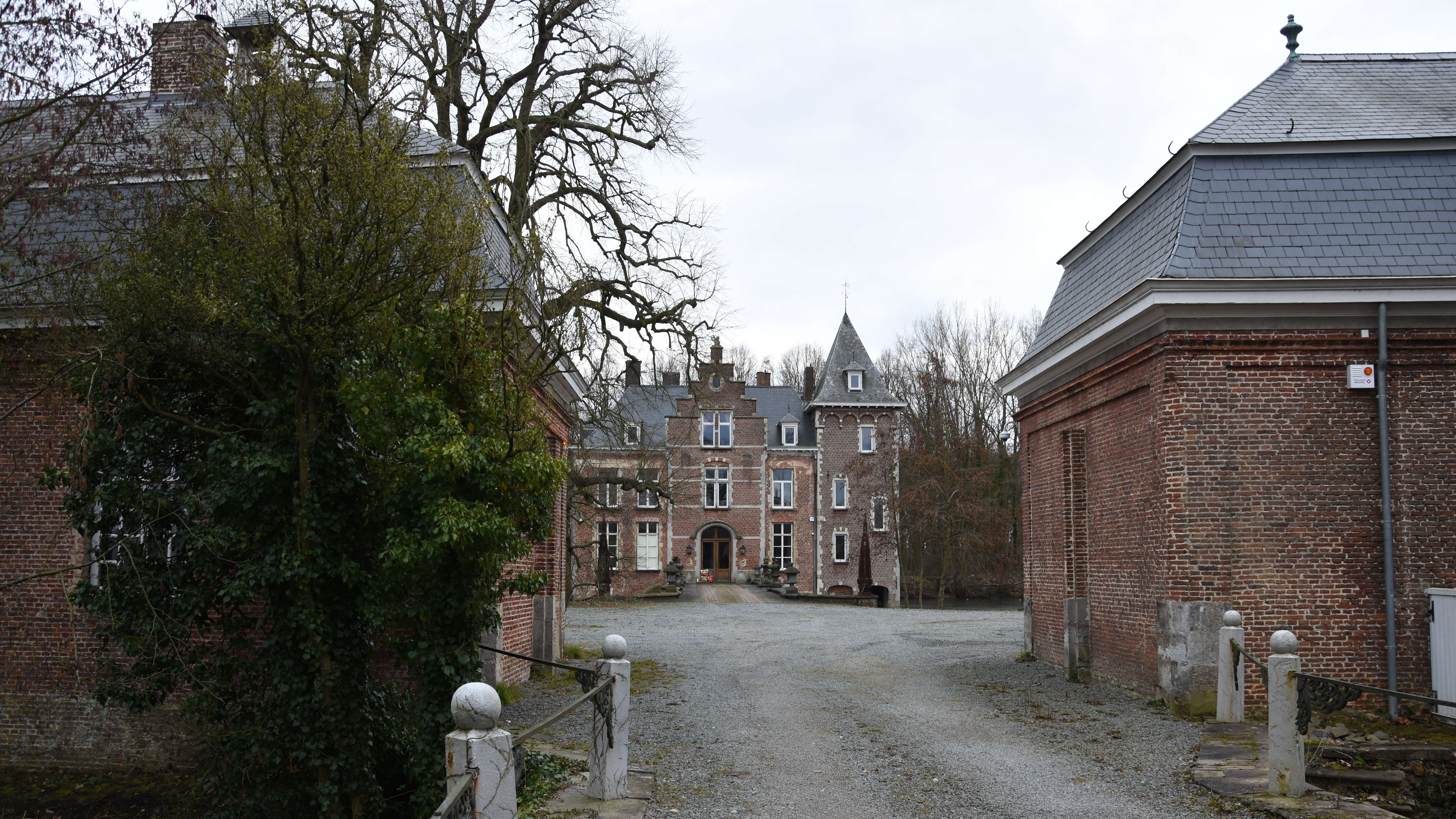
Kasteel de Bueren

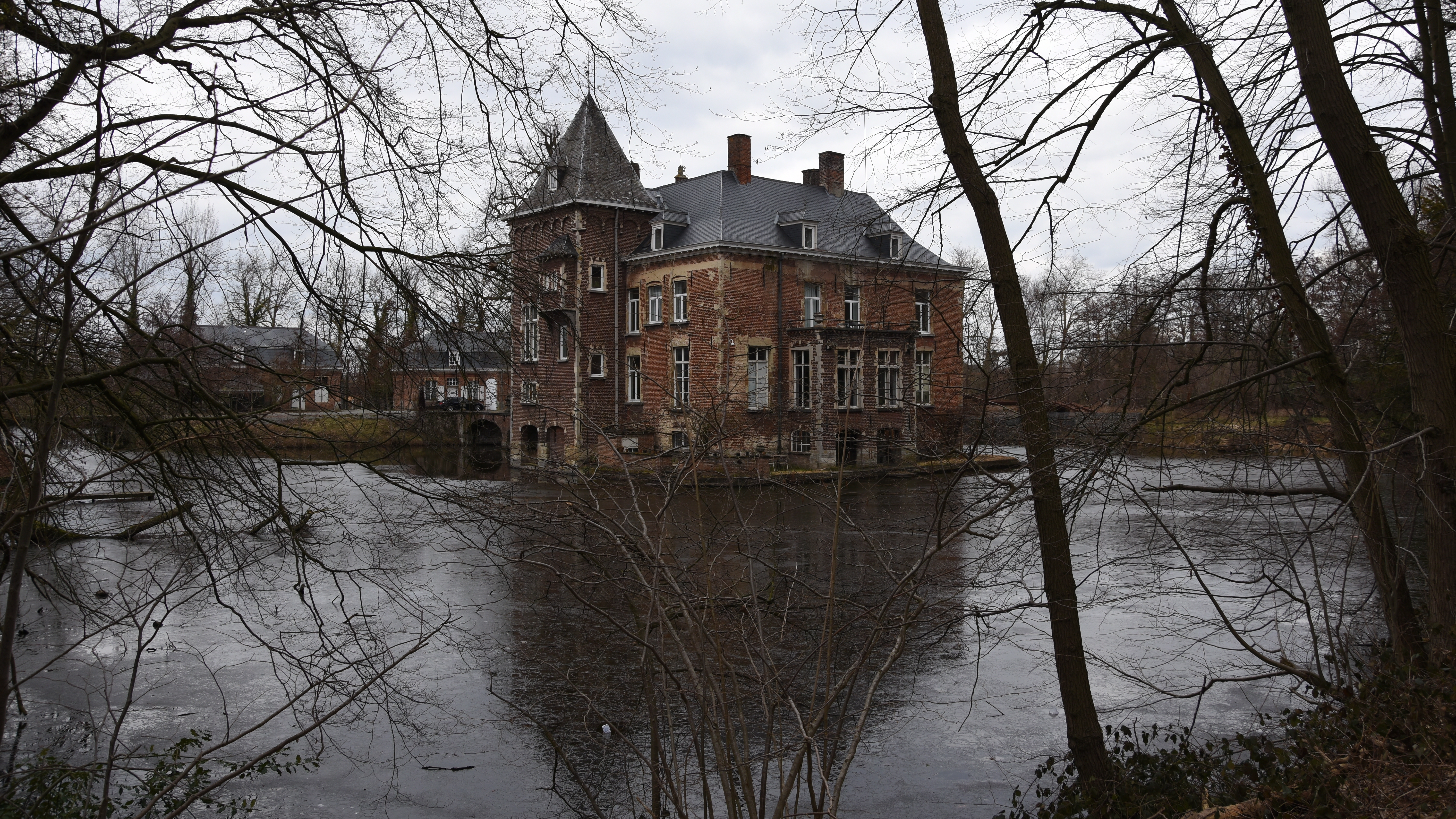
Kasteel de Bueren

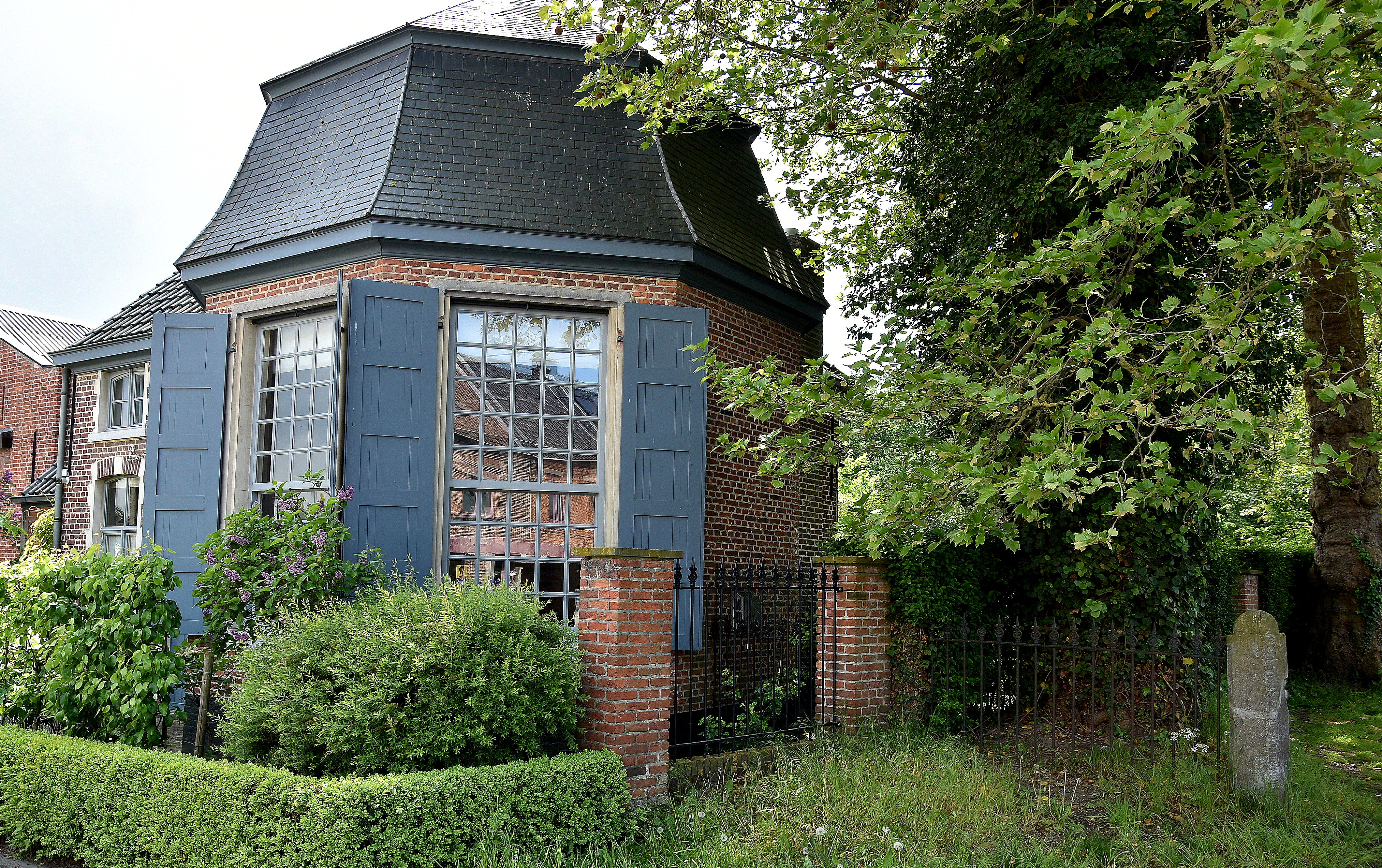
De tot woonhuis verbouwde gloriëtte van het Kasteel de Bueren

Kasteel de Bueren is een 16e-eeuws waterkasteel in Melle-Kwatrecht. Het kasteeldomein is 10 hectare groot en ligt in twee gemeentes.
Het kasteel is vernoemd naar Christophe-Bernard de Bueren, een telg uit de Belgische adellijke familie de Bueren, erfelijk ridder van het Heilige Roomse Rijk en kolonel in het dragonderregiment d'Arberg. In 1787 verleende keizer Jozef II hem de titel van graaf.

## Historiek
In een pachtcontract uit 1408 wordt het kasteel vermeld als Goed Ter Elst. Het werd geërfd door Berthe de Bueren en haar man Gaston Behaghel de Bueren. Het bleef eigendom van Anne-Marie Behaghel de Bueren (Gent, 1904 - Melle, 1996). Het kasteel is omringd door walgrachten. Volgens een afbeelding van Sanderus kreeg men toegang via een poortgevel met boogbrug tot het neerhof met boomgaard voor het kasteel. Voor de brug over de binnenwal stond een toren, waarschijnlijk met duiventil. Een ophaalbrug sloot de toegang tot het kasteel af. De achthoekige traptoren is eveneens verdwenen. Het huidige kasteel is in renaissancestijl en neorenaissancestijl opgetrokken. Het kreeg kleine aanpassingen in de 18e eeuw en dan weer aangepast en vergroot op het einde van de 19e eeuw met vervanging van de ingangstravee en toevoeging van de zware hoektoren (ten zuidwesten) in neorenaissancestijl.
Aan de toegangsbrug tot het kasteelpark en de walgracht bouwde men paviljoenen met koetshuis, een paardenstal en een personeelswoning. Elk gebouw werd uitgevoerd met een tegen de buitenhoek aangebouwde achthoekige gloriëtte. Bij het begin van de platanendreef die aan de Brusselse steenweg vertrekt staat nog een tot woonhuis vergrote gloriëtte die vroeger tot het kasteel behoorde.
De huidige brug en het hek zijn waarschijnlijk 19e-eeuws. Een platanendreef (Kalverhagestraat), de toegangsweg tot het kasteel vanaf de Brusselsesteenweg, is nu onderbroken door de spoorlijn Gent-Mechelen uit 1837. Aan het begin van de platanendreef ligt de gloriëtte, die op het einde van de 19e eeuw werd verbouwd tot woonhuis.
Het kasteel werd in 2007 verkocht aan kunstenaar Wim Delvoye, die het in 2011 opnieuw te koop stelde voor een bedrag van 700 000 euro, na boetes en veel onenigheid met de overheid over onder meer het tentoonstellen van een kunstcollectie in 2009. In februari 2019 werd hij door het hof van Beroep in Gent veroordeeld tot een boete van 100.000 euro wegens bouwovertredingen.